# Psychiatrische Klinik
Eine psychiatrische Klinik, verkürzend auch „Psychiatrie“ genannt (früher Heil- und Pflegeanstalt, Nervenheilanstalt, Irrenanstalt oder Irrenhaus, umgangssprachlich abwertend auch Klapsmühle oder Klapse), ist ein spezialisiertes Krankenhaus zur Behandlung psychischer Störungen und psychosomatischer Erkrankungen. Dazu gehören Psychosen, schwere Depressionen mit Suizidalität, neurotische Störungen, Persönlichkeitsstörungen, affektive Störungsbilder, Störungen des Sozialverhaltens und Mischformen.

## Begriff
Der Begriff Heil- und Pflegeanstalt taucht nach der deutschen Reichsgründung in den 1870er Jahren auf. So z. B. in Dockenhuden, heute ein Teil von Hamburg-Blankenese. Dort wurde 1879 die Heil- und Pflegeanstalt am Baursberg durch Heinrich Rodehorst gebaut. Siehe dazu z. B. Quellen des Historikers Volker Detlef Heydorn und Adressbuch von Dockenhuden von 1889.
Bis in die zweite Hälfte des 19. Jahrhunderts hinein wurden psychiatrische Kliniken als Nervenheilanstalt oder Irrenanstalt, vor allem umgangssprachlich auch als Irrenhaus, bezeichnet. Johann Christian Reil empfahl 1803 für entsprechende Krankenhäuser die Namen „Pensionsanstalt für Nervenkranke“ oder „Hospital für psychische Curmethoden“. Umgangssprachlich sind abwertende Begriffe wie Klapsmühle, Klapse, Irrenhaus, Irrenanstalt, geschlossene Abteilung oder nur Anstalt und Geschlossene gebräuchlich, in Österreich auch Narrenhaus oder Gugelhupf (nach dem Spitznamen des Wiener Narrenturms). Im übertragenen Sinne steht der Begriff auch heute noch als Synonym für Chaos und organisierte Unvernunft: „Das ist ja ein Irrenhaus“ oder „Hier geht es ja zu wie im Irrenhaus“.

## Geschichte

### Vorformen

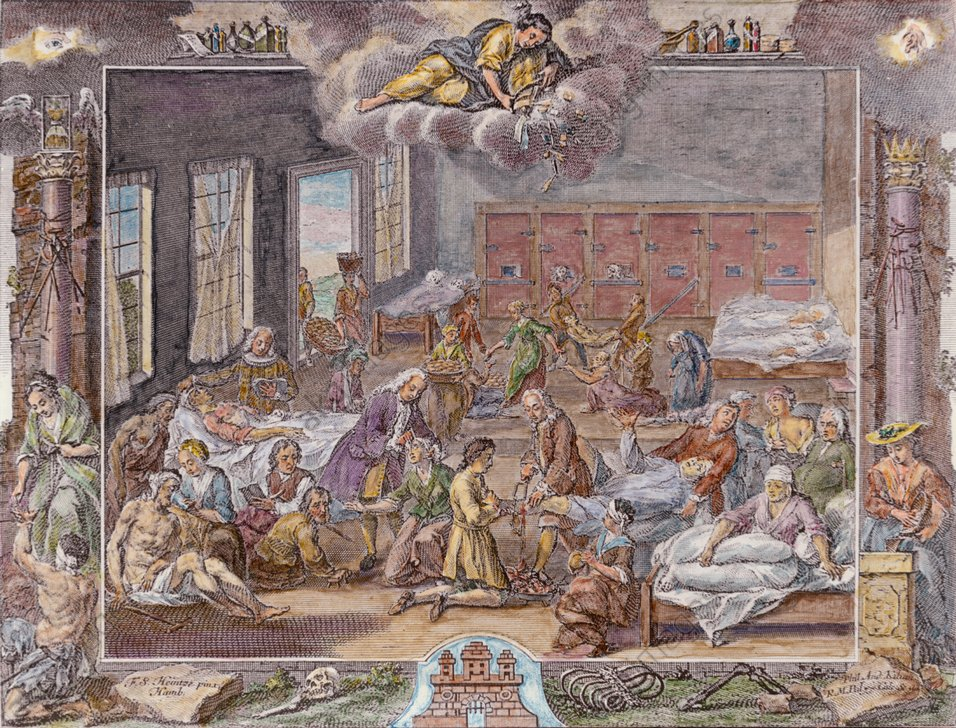
Im – damals als vorbildlich geltenden – Hamburger Pesthof wurden die „Tobsüchtigen“ in wandschrankartigen „Tollkisten“ (hier im Hintergrund) eingesperrt und nur durch ein Guckloch mit Nahrung versorgt

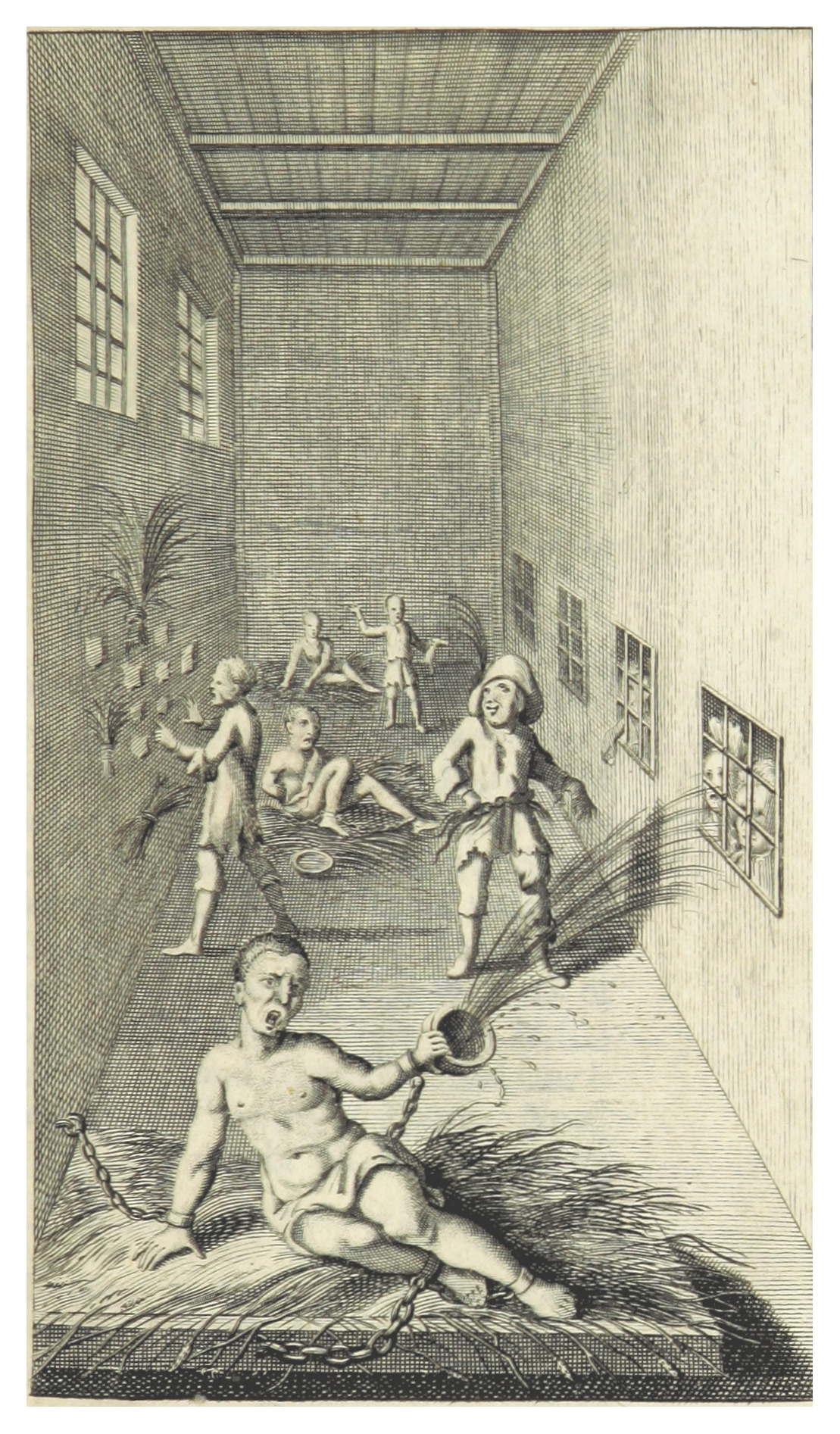
Unter Verrückten (Buchillustration von 1710)

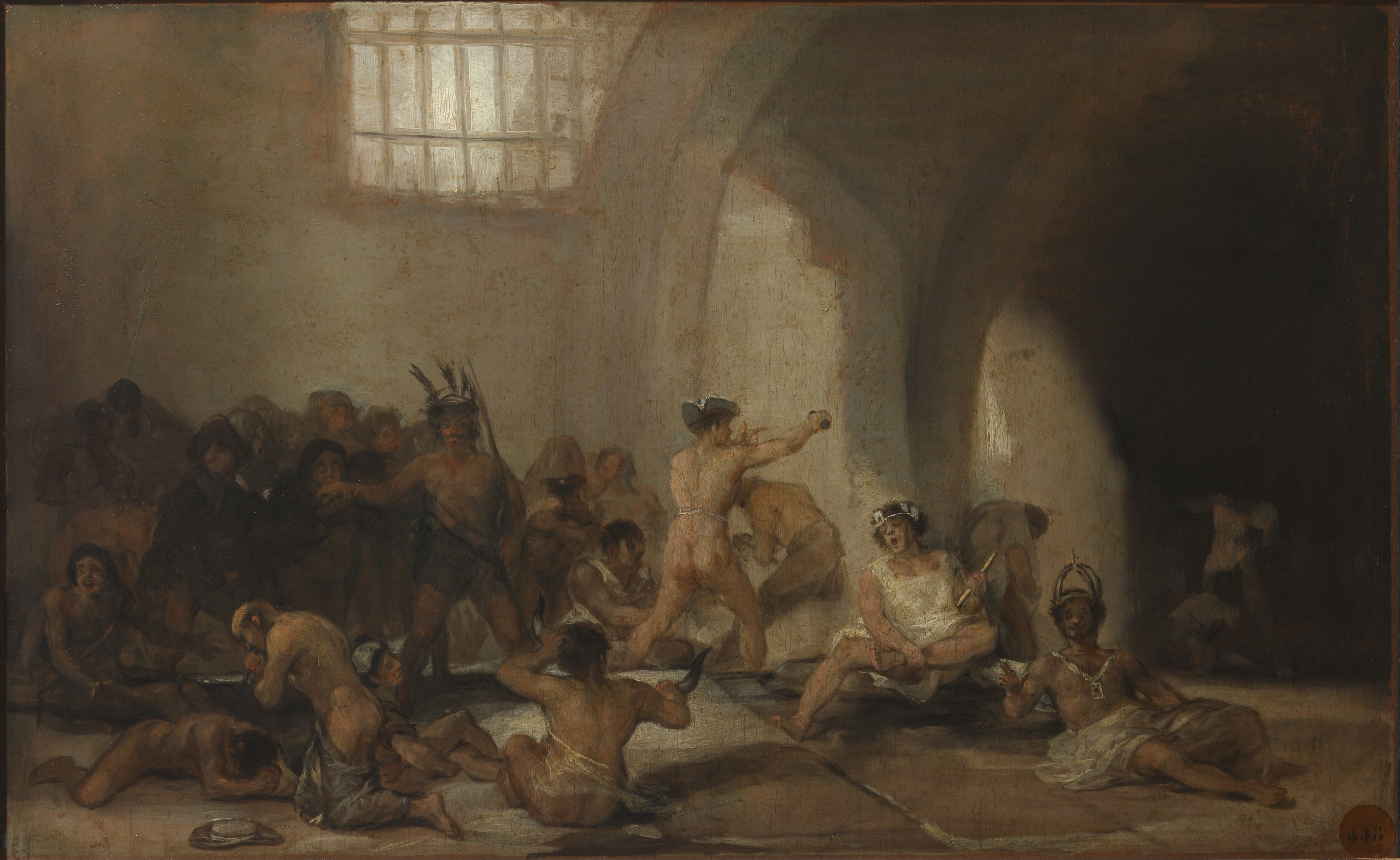
Francisco de Goya (1746–1828), Casa de Locos

Bevor es sachgemäß Heil- und Pflegeanstalten gab, waren die „Narren“ und „Tollen“ jahrhundertelang unter menschenunwürdigen Bedingungen im Zuchthaus, Arbeitshaus oder Tollhaus untergebracht und verwahrt worden. In ganz Europa herrschte in der Zeit von 1650 bis 1800 eine Epoche der „Ausgrenzung der Unvernunft“, also all jener, die sich den Forderungen des Zeitalters der Vernunft entzogen: Bettler, Vagabunden, Arbeitslose, politisch Auffällige, Dirnen, mit „Lustseuchen“ Behaftete, Depressive sowie geisteskranke und behinderte Menschen. Sie alle wurden ohne Unterschied zusammen mit Sträflingen in einen gemeinsamen Raum gesperrt. Wer außerhalb der Grenzen der Vernunft, der Arbeit und des Anstandes stand, wurde aus der Gesellschaft verbannt.
Die Beaufsichtigung der „Irren“ geschah durch die „Irrenschließer“, die „Versorgung“ durch sogenannte „Zuchtmeister“ und durch Strafgefangene. Geisteskranke wurden früher häufig angekettet und mit Folterwerkzeugen gequält, weil man sie so „zur Vernunft bringen“ oder „von ihren Tollheiten heilen“ wollte. Von „Pflege“ konnte dabei gleichwohl keine Rede sein. Da Geisteskranke als unempfindlich gegenüber Hitze und Kälte, Hunger, Durst und Schmerzen galten, ließ man sie fast nackt, gab ihnen nur wenig Nahrung und Flüssigkeit. Häufig wurden die Geisteskranken gegen ein kleines Entgelt zur Schau gestellt, wie im Londoner Irrenhaus Bedlam (eine Verballhornung des Wortes „Bethlehem“).

### Irrenhäuser und -anstalten

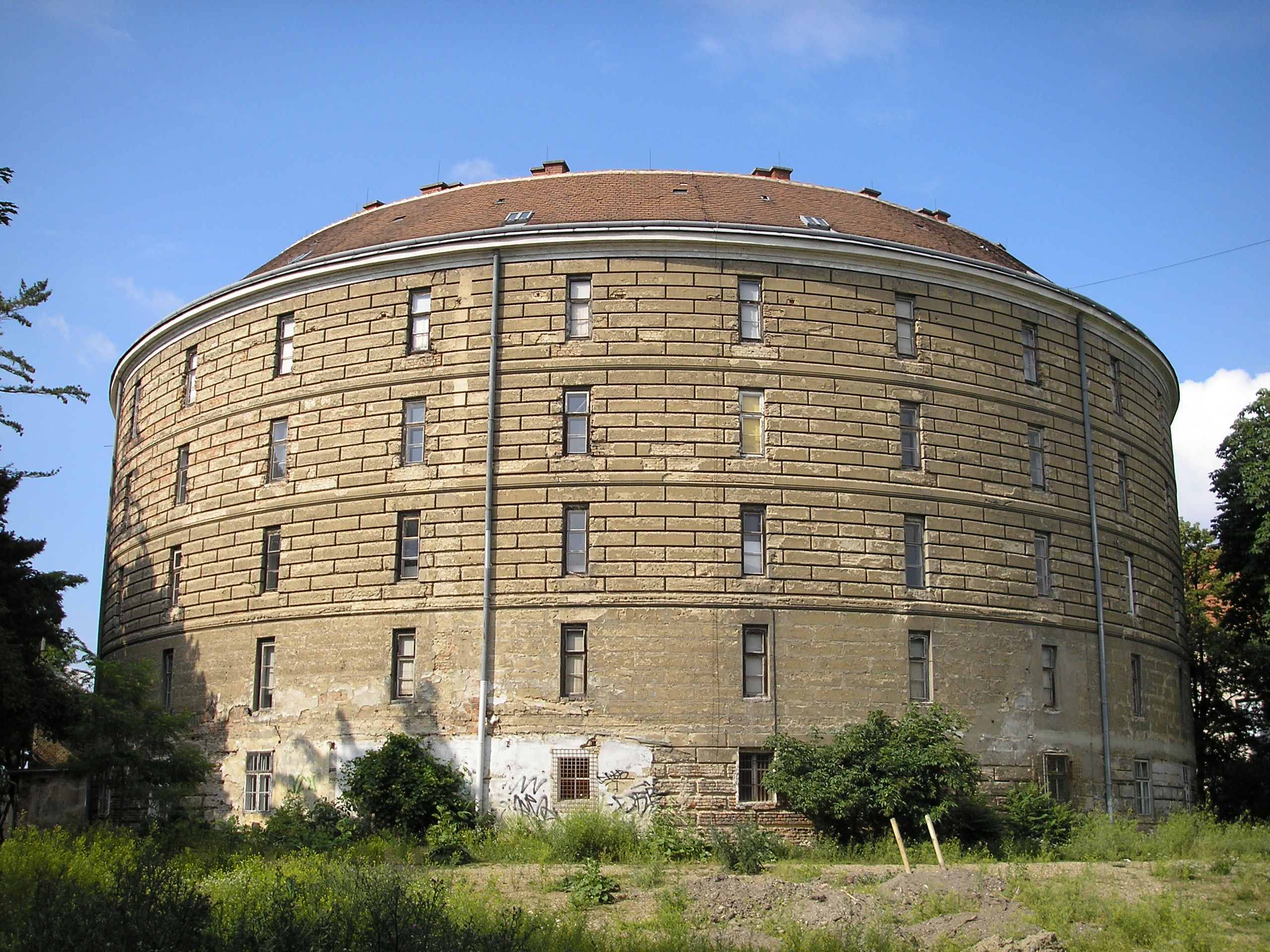
Der Narrenturm im 9. Wiener Bezirk

Die Einrichtung von Irrenhäusern und Irrenanstalten war unter diesem Gesichtspunkt ein Fortschritt – aus den ausgegrenzten „Irren“ wurden Kranke bzw. Patienten mit einem Rechtsanspruch auf ärztliche Hilfe. Bereits seit 1559 bestand das Dolhuys in Haarlem. Als erstes Irrenhaus der Welt gilt der Narrenturm im Wiener AKH (1784). Maßstäbe setzte zu Beginn des 19. Jahrhunderts der Pariser Arzt Philippe Pinel. Er nahm den Geisteskranken angeblich die Ketten ab und führte sie an die frische Luft. Des Weiteren engagierte er sich für die Anerkennung der Psychiatrie als medizinisches Fachgebiet.
In Deutschland wurden wenig später ebenfalls Irrenhäuser und Irrenanstalten eingerichtet, zu einer Zeit, als der Begriff noch nicht seinen heutigen negativen Klang besaß und die deutschen Psychiater noch um die Anerkennung ihres Faches als eigenständige medizinische Disziplin kämpften. Heutzutage gilt der Begriff „Irrenhaus“ oder „Irrenanstalt“ als abwertend und diskriminierend, er wird nur noch umgangssprachlich anstelle von „psychiatrische Klinik“ verwendet.
Zur Rolle der psychiatrischen Kliniken in der Zeit des Nationalsozialismus siehe Geschichte der Psychiatrie #Wissenschaftliche Psychiatrie bis 1945.

## Formen, Trägerschaft, Organisation
Im Bereich der Psychiatrie gibt es vollstationäre Einrichtungen der Bereiche Allgemeinpsychiatrie, Suchttherapie, Gerontopsychiatrie und forensische Psychiatrie mit jeweiligen offenen Therapiestationen, geschützten/geschlossenen Intensiv- oder Akutstationen (psychiatrische Notfallbehandlung bei Selbst- und Fremdgefährdung) und im forensischen Bereich mit Hochsicherheitsabteilungen (Maßregelvollzug psychisch kranker Straftäter), sowie Tageskliniken, psychiatrische Wohnheime und professionell betreute Wohngemeinschaften, psychiatrische Klinikambulanzen und vereinzelt auch den ambulanten psychiatrischen Pflegedienst. Von psychiatrischen Kliniken abzugrenzen sind psychosomatische Kliniken. Sie sind in der Regel internistische Krankenhäuser, die psychische Störungen als Mitverursacher körperlicher Krankheiten behandeln.
Die in Deutschland häufige organisatorische und räumliche Trennung von allgemeinen Krankenhäusern rührt neben den behandelten Krankheitsformen aus der historisch entstandenen unterschiedlichen Trägerschaft. Die psychiatrischen Kliniken werden von den Bundesländern finanziert, die allgemeinen Krankenhäuser jedoch von den Gemeinden. Mit der jeweiligen Trägerschaft hängen auch einige Begriffe zusammen, die zunächst nichts über die Therapiemöglichkeiten oder -formen aussagen: Landesklinik, Landeskrankenhaus, Bezirkskrankenhaus. Diese Begriffe zusammen mit der Ortsbezeichnung umreißen den Zuständigkeitsbereich/Einzugsbereich des jeweiligen Hauses, und umgekehrt wird damit die zuständige Gebietskörperschaft benannt, die dieses Haus unterhält. Die Bezeichnungen wechseln geringfügig von Bundesland zu Bundesland.

## Rechtliche Situation in Deutschland
Unfreiwillige Unterbringungen in psychiatrische Kliniken in Deutschland müssen im Rahmen eines Unterbringungsverfahren geschehen. Die gesetzlichen Rahmenbedingungen hierfür sind unter anderem im Psychisch-Kranken-Gesetz geregelt.

## Listen von Psychiatrien
- Liste von Psychiatrien in Deutschland
- Liste von Psychiatrien in Österreich
- Liste von psychiatrischen Kliniken in der Schweiz
- Liste von Psychiatrien in Polen